# Aidophus notatus
Aidophus notatus är en skalbaggsart som beskrevs av Edgar von Harold 1859. Aidophus notatus ingår i släktet Aidophus och familjen Aphodiidae. Inga underarter finns listade i Catalogue of Life.